# Ley de Say
En economía, la ley de Say es un principio atribuido a Jean-Baptiste Say que indica que la demanda está determinada por la producción, y que solo produciendo se puede generar demanda: cuantos más bienes ―para los que exista demanda― se produzcan, más bienes existirán (oferta), que constituirán a su vez demanda para otros bienes. 
Dicha ley suele interpretarse mal en la mayoría de los casos. No es correcto afirmar que, según Say, todo bien producido va a encontrar su demanda, sino que para demandar un bien deben ofertarse otros.  
Dicho de otra forma: para que se pueda demandar un bien en concreto, es necesario que antes puedan venderse otros. Por necesidad, la demanda viene limitada por la oferta, pero no en un contexto comercial, es decir, la ley de Say no implica que todo tipo de producción vaya a encontrar automáticamente su demanda, sino más bien que si los individuos quieren gastar, primero deben producir. 
Expresado en palabras del mismo Say:

Un producto terminado ofrece, desde ese preciso instante, un mercado a otros productos por todo el monto de su valor. En efecto, cuando un productor termina un producto, su mayor deseo es venderlo, para que el valor de dicho producto no permanezca improductivo en sus manos. Pero no está menos apresurado por deshacerse del dinero que le provee su venta, para que el valor del dinero tampoco quede improductivo. Ahora bien, no podemos deshacernos del dinero más que motivados por el deseo de comprar un producto cualquiera. Vemos entonces que el simple hecho de la formación de un producto abre, desde ese preciso instante, un mercado a otros productos.
J.B. Say, 1803

## Implicaciones
La ley de Say también es conocida como la «ley de los mercados». Esta propone que la producción total de bienes en una sociedad o sistema económico determinado implica una demanda agregada que es suficiente para comprar todos los bienes que se ofrecen. Es decir, hay una continuidad en el dinero circulante. Una implicación importante de lo anterior es que una recesión no ocurre por un fallo en la demanda por ejemplo una insuficiencia en la demanda o por carencia de dinero: dado que el precio de venta de cada producto genera ingresos o beneficios suficientes para comprar otro producto, implica que nunca se puede dar una insuficiencia de la demanda, puesto que, aunque las personas ahorren en el presente deberán usar (ya sea consumir o invertir) ese dinero más adelante. Incluso en el caso en que muchos guarden su dinero, la situación no se modificará en lo substancial: los precios bajarán y se adaptarán al menor flujo de ingresos, sin afectar mayormente el empleo de recursos económicos (de la misma manera que un aumento del circulante no incrementa la demanda, una reducción del circulante no la disminuye; solo los precios cambian).
Otra implicación de importancia, es que todo crecimiento económico debería sustentarse en medidas que fomentaran la producción y no en medidas para estimular el consumo. En las palabras de James Mill: «Si el poder de compra de una nación se mide exactamente por el producto anual ... cuanto más se incremente el producto anual, más ―por ese mismo acto― se expandirá el mercado nacional, el poder de compra y las compras reales de la nación».
De acuerdo a Ludwig von Mises es importante entender el contexto más general de la proposición de Say. Ese contexto sería el debate iniciado por Malthus acerca de la crisis que se derivaría producto del incremento de la población (lo que llevaría no solo a crecientes demandas sobre los recursos naturales, sino también, tarde o temprano, a un "exceso" de población, exceso que no se podría emplear productivamente). Es en relación con eso que el argumento de Say adquiere su significado: «El dinero es solamente el medio de intercambio generalmente empleado; desempeña solo el papel de intermediario. Lo que, en definitiva, el vendedor quiere recibir a cambio de las mercancías vendidas son otras mercancías». Es decir, agrega von Mises, «Las mercancías se pagan en última instancia no con dinero, sino con otras mercancías.» (op. cit.).
En parte, la intención de la ley es explicar la imposibilidad de una situación de sobreproducción y/o desempleo de recursos productivos. Adam Smith -quien murió en 1790, 13 años antes de la formulación por Say de la ley- sugiere que la ley de Say significa "la oferta genera su propia demanda" pensando que por el simple hecho de sacar un producto al mercado este ya tenía su venta garantizada, no en el sentido que el productor podía entonces ignorar lo que quiere el consumidor sino de que “los recursos productivos no permanecerán indefinidamente ociosos por falta de demanda agregada”. Para él, eso produce una situación en la cual todos están interesados en que el sistema funcione tan bien como sea posible, una situación en la que el uso de los recursos económicos tiende al máximo. Es decir, no puede haber una situación de «exceso de población». Estos fueron los primeros esbozos de solución al problema del equilibrio económico.
Este es también el primer paso en las teorías clásicas, tanto de Smith como de Marx, etc., del valor. En efecto, si el proceso de producción de un bien crea riqueza o valor, vale preguntarse exactamente qué es lo que ha sucedido, en qué momento o a consecuencia de qué acción específica ese valor aparece.

## La Ley de Say en la Teoría de Keynes
Keynes incluye en su libro la Teoría General del Empleo, el Interés y el Dinero, una crítica directa hacia la ley de Say, entendiéndola estrictamente como el hecho de que "la oferta crea su propia demanda". Con base en esta crítica desarrolla varios de sus postulados, separando de manera clara la producción y el gasto, estableciendo que la producción está dada, y no se ajusta a la demanda. Dado lo anterior, la manera de maximizar esa producción, es maximizando el gasto y consumo.

## Adherentes modernos
Economistas tales como Thomas Sowell —quien escribió su tesis doctoral sobre el tema— de la Escuela de Economía de Chicago abogan por la ley de Say. Arthur Laffer, uno de los supply-siders más conocidos e influyentes, también es un adherente, como lo es la Escuela Austriaca. Algunos consideran que Robert Mundell —inventor del término «supply-side economics» o «economía del lado oferta»— debe ser considerado un seguidor de esta ley.